# Amyntas III.

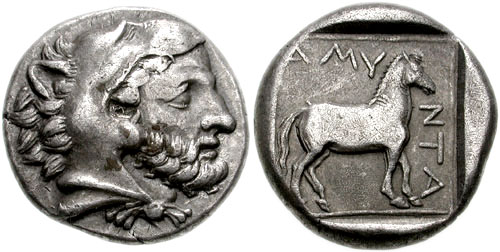
Münze Amyntas’ III., Kopf des Herakles

Amyntas III. (altgriechisch Αμύντας Amýntas; † 370 v. Chr.), Sohn des Arrhidaios, Enkel von Alexander I. von Makedonien, war König von Makedonien im Jahre 393 v. Chr. und nach einer Unterbrechung von 392 bis 370 v. Chr. Unter Amyntas III. war Makedonien fast völlig ohne politische Bedeutung und wirtschaftlich stark angeschlagen. Mehrere Invasionen überstand er nur knapp, indem er benachbarte Regenten oder griechische Stadtstaaten um Hilfe bat, die so jeweils starken Einfluss auf die Geschicke des Landes hatten.

## Krieg mit den Illyrern
Amyntas bestieg den Thron nach zehn Jahren der Konfusion, die dem Tod von Archelaos I., dem Förderer von Kunst und Literatur, gefolgt waren, und zeigte den gleichen Geschmack für griechische Kultur und ihre Vertreter wie dieser. Etwa 393 v. Chr. heiratete er Eurydike. Obgleich seine lange Regierungszeit von 24 Jahren den Eindruck erweckt, dass es sich um eine stabile Phase Makedoniens handelte, hatte er mit einer Vielzahl innerer und äußerer Probleme zu kämpfen. Mindestens einmal wurde während seiner Regierungszeit das makedonische Reich von den benachbarten Illyrern überrannt. Amyntas III. musste daraufhin fliehen und Argaios II. übernahm für zwei Jahre die Regierung. Der antike Autor Diodor berichtet von zwei illyrischen Invasionen, bei denen Amyntas III. fliehen musste. Es gibt in keiner anderen Quelle Nachricht darüber, und in der Forschung ist umstritten, ob es sich bei der zweiten illyrischen Attacke um eine Dublette handelt. Der erste illyrische Angriff dürfte in das Jahr 393 v. Chr. gefallen sein, der zweite wird um 383 v. Chr. vermutet. Das erste Mal konnte Amyntas jedoch mit Hilfe der Thessalier 392 v. Chr. wieder auf den Thron gelangen.

## Machtkampf mit Olynth
Nicht nur die Illyrer stellten eine Bedrohung für Amyntas III. dar, sondern auch der Chalkidische Bund an der makedonischen Ostgrenze. Dieser Bund wurde von der Stadt Olynth geleitet und konnte die geschwächte Position von König und Land ausnutzen, um einen sehr vorteilhaften, wirtschaftlich einseitigen Vertrag auszuhandeln. Die Grundvereinbarung war ein Defensivbündnis zwischen Olynth und Amyntas III., der diesen Pakt teuer bezahlen musste.
Ende der achtziger Jahre des 4. Jahrhunderts v. Chr. dehnte Olynth seinen Einfluss aus und verweigerte die Rückgabe von Gebieten, die vor der zweiten illyrischen Attacke von 383 v. Chr. noch zu Makedonien gehörten. Vielmehr besetzte der Chalkidische Bund sogar Pella und das gesamte makedonische Gebiet bis etwa zum Axios.
Deshalb schloss Amyntas einen Vertrag mit Sparta, das ihm in der Folge Truppen schickte. Nacheinander zogen folgende spartanische Feldherren für ihn in die Schlacht: Phoibidas, Eudamidas, Teleutias, Agesipolis und Polybiades. Eine Anweisung des spartanischen Feldherrn Teleutias an Amyntas, sich für den gemeinsamen Kampf gegen Olynth Söldner zu besorgen, gilt als ein Indiz für den schlechten Zustand der makedonischen Infanterie dieser Zeit.
Erst Polybiades konnte 379 v. Chr. die Olynthier besiegen und die Vormachtstellung Makedoniens wiederherstellen. Des Weiteren trat Amyntas in einen Vertrag mit Jason von Pherai ein und pflegte die Freundschaft mit Athen.

## Familie des Amyntas
Amyntas hatte insgesamt sieben Kinder. Mit seiner Frau Eurydike hatte er drei Söhne – der älteste war Alexander II., der zweite Perdikkas III. und der jüngste Philipp II. –und eine Tochter Eurynoe. Mit Gygaia, seiner Nebenfrau hatte er auch drei Söhne, Archelaos, Arrhidaios und Menelaos. Seine Frau Eurydike wollte Amyntas ermorden, um ihren Schwiegersohn und Geliebten Ptolemaios von Aloros auf den Thron zu bringen. Doch Eurynoe verriet den Plan ihrem Vater und konnte so den Mord verhindern. Amyntas starb in hohem Alter und sein Sohn Alexander folgte ihm als König nach.